# Wazlau Justynawitsch Lastouski

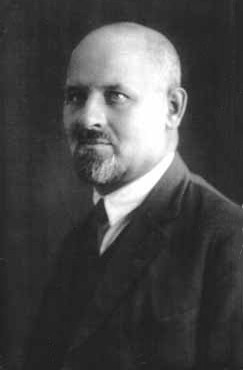
Wazlau Justynawitsch Lastouski

Wazlau Justynawitsch Lastouski (belarussisch Вацлаў Юстынавіч Ластоўскі, russisch Вацлав Усти́нович Ласто́вский; * 27. Oktoberjul. / 8. November 1883greg. auf dem Gut Kolesniki bei Glubokoje im Gouvernement Wilna; † 23. Januar 1938 in Saratow) war ein belarussischer Schriftsteller und Politiker.

## Leben
Lastouski erhielt nur eine vierjährige Schulbildung. Er trat 1902 in die Polnische Sozialistische Partei ein. 1903 heiratete er die litauische Schriftstellerin Marija Lastauskienė (die Scheidung folgte wenige Jahre später). 1904–1905 studierte er an der Universität St. Petersburg. 1906 ging er nach Riga und arbeitete mit belarussischen Aktivisten zusammen. 1906–1908 war er Mitglied der Weißrussischen Sozialistischen Hramada. 1909 wurde er in Wilna Redaktionssekretär der Zeitschrift Nascha Niwa (bis 1914). Daneben redigierte er 1912 die agrarisch-demokratisch ausgerichtete Zeitschrift Sacha.
Während des Ersten Weltkrieges blieb Lastouski in Wilna. Im Januar 1915 unterzeichnete er mit den Brüdern Iwan und Anton Luzkewitsch und anderen einen Aufruf an die deutschen Besatzungsbehörden zur Veröffentlichung belarussischer Zeitungen. 1916–1917 war er Redakteur der gesellschaftspolitisch-literarischen Zeitschrift Goman. Er initiierte zusammen mit Janka Kupala und Maxim Harezki eine breite Diskussion zur Entwicklung der belarussischen Literatur. Beteiligt war er in Wilna an der Belarussischen Buchhandlung und am Belarussischen Schulbuchverlag. 1915 trat er der Führung der Partei Christliche Vereinigung bei. Er gehörte zu den Autoren des Memorandums, das die nationale Selbstbestimmung von Belarus forderte und 1916 auf der internationalen Konferenz in Lausanne vorgelegt wurde.
1918–1919 war Lastouski Mitglied des Wilnaer belarussischen Rates. Im März 1918 wurde er in den Rat der Weißrussischen Volksrepublik kooptiert und nahm an der Ausrufung der Unabhängigkeit der Weißrussischen Volksrepublik teil. Im November 1918 wurde er Mitglied des Litauischen Staatsrats und wurde Attaché der litauischen Botschaft in Berlin. 1919 wurde er Mitglied der Weißrussischen Partei der Sozial-Revolutionäre (BPS-R). Von Dezember 1919 bis April 1922 war er Vorsitzender des Ministerrats der Weißrussischen Volksrepublik (als Nachfolger von Anton Luzkewitsch und Vorgänger von A. I. Zwikewitsch). Am 17. Dezember 1919 wurde er infolge des Polnisch-Sowjetischen Krieges von polnischen Behörden verhaftet. Im Februar 1920 kam er frei und ging nach Riga und dann nach Kaunas. Neben T. T. Grib, K. S. Dusch-Duschewski und A. I. Zwikewitsch war Lastouski Mitglied des Komitees der Auslandsgruppen der BPS-R. Er beteiligte sich an der Organisation der antipolnischen Partisanenbewegung. Im Widerstand gegen die Sowjetmacht und die polnische Besatzung setzte er sich für ein unabhängiges und unteilbares Belarus ein. Er reiste in die Länder Westeuropas, um für die Unabhängigkeit von Belarus zu werben. 1922 war er Redakteur der Monatszeitschrift für Gesellschaftspolitik und Literatur und Organ der Regierung der Volksrepublik Weißrussland Flagge Weißrusslands. 1926 wurde Lastouski in Prag Korrespondierendes Mitglied der ukrainischen Akademie der Sozialwissenschaften.
1927 wurde Lastouski in der Weißrussischen Sozialistischen Sowjetrepublik Direktor des Weißrussischen Staatlichen Museums und Leiter des Lehrstuhls für Ethnographie des Instituts für Weißrussische Kultur in Minsk, 1928 Mitglied der Nationalen Akademie der Wissenschaften Weißrusslands und 1929 ihr Sekretär. Er erforschte die altweißrussische Geschichte und Literatur sowie die Entwicklung des Namens Weißrussland. Er verfasste historische und literarische Werke, Erzählungen, Erinnerungen und Aufsätze über die Führer der weißrussischen Nationalbewegung. Er übersetzte klassische Werke der russischen, englischen, polnischen und dänischen Literatur ins Belarussische.
Am 21. Juli 1930 wurde Lastouski wie viele andere belarussischen Wissenschaftler und Vertreter des Kulturlebens von der Tomsker GPU verhaftet und der Mitgliedschaft der Union zur Befreiung Weißrusslands angeklagt. Die Akademiemitgliedschaft wurde ihm aberkannt (1990 zurückgegeben), und 1931 wurde er zu 5 Jahren Verbannung in Saratow verurteilt. Dort leitete er die Abteilung für herausragende Bücher und Handschriften der Bibliothek der Universität Saratow. 1938 wurde er in Saratow wieder verhaftet und erschossen. 1958 und 1988 wurde er rehabilitiert.
Der Dozent am Lehrstuhl für Geisteswissenschaften der Weißrussischen Universität für Informatik und Radioelektronik A. Gronski warf Lastouski vor, Texte von Kastus Kalinouski verfälscht zu haben, um den Mythos von Kastus Kalinouski als Helden der weißrussischen Nationalbewegung zu schaffen.